# ジョエル・カーター
ジョエル・カーター（Joelle Marie Carter、1972年10月10日  - ）は、アメリカ合衆国の女優。ジョージア州に陸軍軍人の娘として生まれる。
主にテレビドラマを中心に出演、『JUSTIFIED 俺の正義』で知られる。

## 主な出演作品
- モンタナの風に抱かれて The Horse Whisperer	(1998)
- ハイ・フィデリティ High Fidelity (2000)
- バイオ・クライシス Quarantine (2000) テレビ映画
- Wonderland (2000) テレビドラマ
- アメリカン・サマー・ストーリー American Pie 2	(2001)
- サード・ウォッチ Third Watch	(2002 - 2003) テレビドラマ
- JUSTIFIED 俺の正義 Justified (2010 - 2015) テレビドラマ
- パーフェクト・ライフ 愛のかたち A Parfect Man (2013)
- ジェサベル Jessabelle (2014)
- スキャンダル 託された秘密 Scandal (2016) テレビドラマ
- シカゴ P.D. Chicago P.D. (2016) テレビドラマ
- Chicago Justice (2017 - ) テレビドラマ
- レポーター・ガール Home Before Dark (2020) テレビドラマ